# Нурґа
Ну́рґа (ест. Nurga küla) — село в Естонії, у волості Паюзі повіту Йиґевамаа.

## Населення
Чисельність населення на 31 грудня 2011 року становила 18 осіб.

## Географія
Через село проходить автошлях 161.